# 拉巴奇 (怀俄明州)
拉巴奇（英語：La Barge）是美国怀俄明州林肯县下属的一座城鎮。该鎮的人口在2000年为431人，2010年有551，2011年则估计有550人。